# Mala Lašna
Mala Lašna este o localitate din comuna Lukovica, Slovenia, cu o populație de 31 de locuitori.